# 社会主义替代 (马来西亚)
社会主义替代是马来西亚的一个托洛茨基主义组织。该组织成立于2008年，创始人是拉威詹德兰（他曾是马来西亚社会主义党的成员）。
目前，该组织与马来西亚社会主义党保持良好的关系，并在吉隆坡、雪兰莪州加影和森美兰州汝来设有分支。其成员涵盖马来西亚三大民族。